# 阿杜拉阿爾卑斯山脈
46°29′37″N 9°02′24″E / 46.493611°N 9.04°E

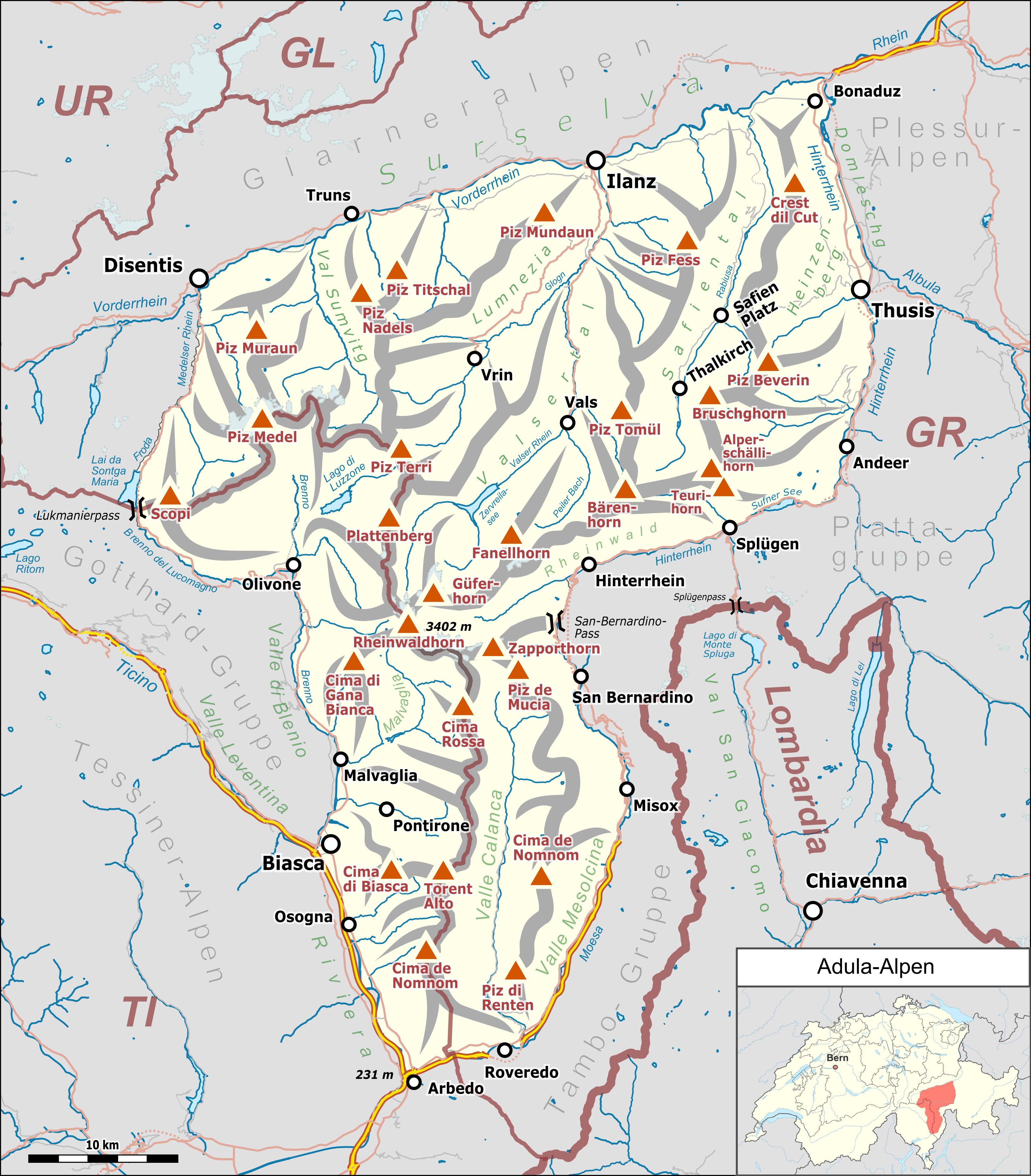

阿杜拉阿爾卑斯山脈（義大利語：Alpi dell'Adula），是中歐的山脈，位於瑞士和意大利接壤的邊境，屬於勒蓬廷山的一部分，最高點萊茵瓦爾德峰海拔高度3,402米。

## 山峰
以下的山峰已依其海拔排序：
- 萊茵瓦爾德峰（3,402公尺）
- 居費爾峰（3,379公尺）
- Pizzo Tambò（3,279公尺）
- Grauhorn（英语：Grauhorn）（3,260公尺）
- Läntahorn（3,237公尺）
- 沃格爾山（3,218公尺）
- 梅德爾峰（3,210公尺）
- 卡西莫伊峰（3,129公尺）
- 斯科皮山（3,190公尺）
- Cima di Camadra（3,172公尺）
- Cima Rossa（英语：Cima Rossa）（3,161公尺）
- Piz di Pian（英语：Piz di Pian）（3,158公尺）
- 察波特山（3,152公尺）
- 泰里峰（3,149公尺）
- Fanellhorn（3,124公尺）
- Piz Scharboda（英语：Piz Scharboda）（3,122公尺）
- Pizzo Ferré（英语：Pizzo Ferré）（3,103公尺）
- 布魯施格峰（3,056公尺）
- 富格爾蒂山（3,043公尺）
- Plattenberg（英语：Plattenberg）（3,041公尺）
- 阿爾珀謝利峰（3,036公尺）
- Frunthorn（英语：Frunthorn）（3,030公尺）
- 科爾貝特峰（3,025公尺）
- Cima de Pian Guarnei（英语：Cima de Pian Guarnei）（3,015公尺）
- Piz Uffiern（英语：Piz Uffiern (Tujetsch)）（3,013公尺）
- Cime di Val Loga（英语：Cime di Val Loga）（3,004公尺）
- 貝韋林峰（2,997公尺）
- 倫布里達峰（2,983公尺）
- 特烏里峰（2,973公尺）
- 上托倫特山（2,948公尺）
- 托米爾峰（2,946公尺）
- 艾恩斯山（2,944公尺）
- 采夫賴拉峰（2,898公尺）
- 坦博峰（2,858公尺）
- 克拉羅峰（2,727公尺）
- 帕格利亞峰（2,593公尺）
- 蒂查爾峰（2,550公尺）
- 卡夫雷加斯科峰（2,535公尺）
- 斯塔尼峰（2,380公尺）
- 索斯托山（2,221公尺）